# Трег, Антон
Антон Трег (нем. Anton Träg; 11 июня 1819 года, Швехат — 7 июля 1860 года, Вена) — австрийский виолончелист. Сын композитора Андреаса Трега.

## Биография
В 1834—1841 годах учился в консерватории Венского Общества друзей музыки у Йозефа Мерка, затем некоторое время преподавал там же. В 1845—1852 годах — профессор Пражской консерватории, где у него, в частности, учились И. И. Зейферт и Ян Эртль. В пражский период много выступал как ансамблист, в том числе в составе фортепианного трио с Бедржихом Сметаной и Отто фон Кёнигслёвом. Как солисту Трегу ставили в заслугу возвращение в репертуар считавшихся устаревшими концертов Бернхарда Ромберга.
В последние годы жизни работал в оркестре Венской придворной оперы. Автор концертино для виолончели с оркестром и камерных сочинений для своего инструмента.
Умер от туберкулёза.